# Arbitro (rugby a 15)

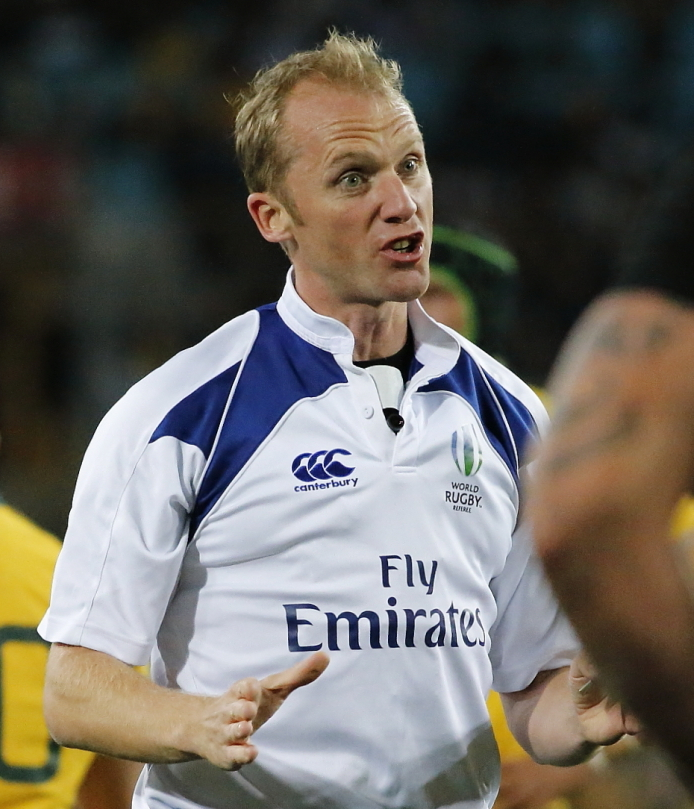
L’arbitro inglese Wayne Barnes

Nel rugby a 15 l’arbitro è l'ufficiale di gara cui il regolamento del gioco demanda il compito di direzione e controllo dell'incontro in campo, affinché esso si svolga secondo le regole.
Esso è normalmente coadiuvato da due giudici di linea ed, eventualmente, un quarto ufficiale che svolge funzioni di arbitro di riserva.
In talune gare di rilievo (come per esempio la Coppa del Mondo) il direttore di gara è ulteriormente assistito da un collega (anche chiamato TMO, dall'acronimo inglese Television Match Official, giudice televisivo) che osserva l'incontro tramite i sistemi video installati nello stadio e rivede quelle azioni di gioco controverse sulle quali l'arbitro non può esprimere un giudizio immediato.
Le sue funzioni sono definite dall'articolo 6 delle Regole di gioco emanate, nella loro più recente revisione, da World Rugby nel 2015.

## Definizioni e competenze
La designazione dell'arbitro (art. 6.A.1) è a cura di chi organizza l'incontro (normalmente nel caso di incontri di campionato, per esempio, la Lega oppure la Federazione); è permesso alle due squadre di designare un arbitro di comune accordo (6.A.1) e, in caso di mancato accordo, la designazione è in capo alla squadra di casa o comunque ospitante.
L'arbitro può essere rimpiazzato in corso di gara da un sostituto prescelto secondo le stesse modalità di designazione dell'arbitro stesso.

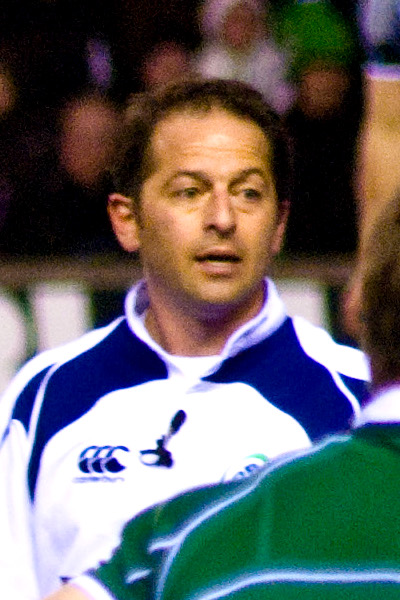
Il sudafricano Kaplan, tra i più esperti direttori a livello internazionale

È permesso all'arbitro, durante l'incontro, di avvalersi della consulenza degli altri ufficiali di gara presenti sul campo (6.A.6.) e, ove previsto dall'organizzazione, anche dell'ufficiale addetto alle riprese televisive (TMO).
I casi in cui si può ricorrere a quest'ultimo ufficiale sono quando si debba verificare se una squadra abbia o meno realizzato una meta o, qualora l'abbia realizzata, vi sia giunta attraverso un fallo professionale, oppure ancora se il giocatore che abbia realizzato la meta sia parzialmente o totalmente uscito dalle linee laterali del campo prima di oltrepassare la linea di meta avversaria; se un giocatore sia riuscito o meno a calciare il pallone correttamente tra i pali nel caso di un calcio piazzato, un calcio di trasformazione o un drop; a eccezione degli ufficiali autorizzati, l'arbitro non può consultare altre persone ai fini della corretta conduzione della gara.
Come ogni direttore di gara, l'arbitro è tenuto all'imparzialità (6.A.4.) e, durante la gara, ha il compito di tenere il punteggio, autorizzare i giocatori a entrare o uscire dal terreno di gioco, permettere le sostituzioni, accordare l'ingresso in campo ai sanitari oppure richiederlo direttamente.
Pur essendo in campo, l'arbitro non fa parte del gioco.
Se durante il gioco l'arbitro viene toccato dal pallone o dal giocatore che reca il pallone, l'arbitro può far continuare l'azione nel caso non vi sia alcun vantaggio da parte di entrambe le squadre (6.A.9); qualora vi sia evidente vantaggio da parte di una delle due squadre, l'arbitro ordina una mischia con introduzione a favore della squadra che è in possesso del pallone al momento in cui il gioco viene interrotto; se il vantaggio si concretizza nell'area di meta e il pallone è in mano alla squadra che attacca, l'arbitro assegna una meta tecnica nel punto del contatto; viceversa, se il pallone è in mano alla squadra che difende, l'arbitro concede un annullamento sempre nel punto del contatto.
All'arbitro compete, inoltre, applicare le sanzioni disciplinari previste dall'articolo 10 delle Regole.
Le sanzioni possono essere l'espulsione temporanea (in inglese Sin Bin), segnalata con un cartellino giallo, che consiste in una sospensione di 10 minuti effettivi di quel giocatore che si sia reso responsabile del fallo che ha portato alla sanzione, e l'espulsione definitiva, che è inflitta mostrando un cartellino rosso e che comporta il definitivo allontanamento del giocatore dal terreno di gioco.
A sua volta l'espulsione definitiva può essere inflitta sia direttamente per infrazioni di particolare gravità (quali per esempio un placcaggio pericoloso intenzionale) oppure in conseguenza di due espulsioni temporanee: il giocatore cui venga mostrato due volte nello stesso incontro il cartellino giallo è, infatti, espulso definitivamente.

## Equipaggiamento
L'arbitro è equipaggiato di un fischietto per segnalare l'inizio e la fine dell'incontro, i falli e altre interruzioni; è inoltre dotato dei due citati cartellini per infliggere sanzioni sul campo.
Riguardo al fischietto, fu proprio un arbitro di rugby il primo a utilizzare tale strumento, il cui uso si diffuse poi alle altre discipline sportive.
Inizialmente gli arbitri di qualsiasi disciplina usavano richiamare a voce i giocatori ma, durante un incontro di rugby a Christchurch nel 1884, William Atack, un giornalista sportivo che si dedicava all'arbitraggio, rimasto senza voce decise di usare il fischietto che normalmente usava per richiamare il suo cane.
Nella partita successiva Atack comunicò ai capitani delle due squadre che avrebbe utilizzato fin dall'inizio il fischietto per segnalare infrazioni e richiamare la loro attenzione; questi accettarono l'uso di tale strumento che da quel momento divenne sempre più diffuso fino a diventare l'equipaggiamento standard degli arbitri di molte discipline sportive.

## Organi di designazione
La commissione arbitrale di World Rugby è presieduta dall'ex arbitro francese Joël Jutge, che dal 2013 ha preso il posto del neozelandese Paddy O'Brien, in carica dal 2006; tale commissione, oltre a valutare ed eventualmente conferire lo status di internazionale agli arbitri, nomina i direttori di gara per gli incontri internazionali (test match, competizioni ufficiali e altri incontri).
Normalmente ogni Federazione ha la propria commissione arbitrale, deputata a reclutare, formare e designare i direttori di gara per le proprie competizioni interne; è il caso per esempio di federazioni quali quella inglese o francese o, ancora, italiana, che organizzano ciascuna un proprio campionato nazionale, ma anche Leghe che organizzano competizioni interconfederali, come per esempio il Pro12, designano i propri ufficiali di gara in collaborazione con le Federazioni di riferimento dei club che compongono la competizione; così, tale campionato schiera arbitri forniti dalle Federazioni italiana, gallese, scozzese e irlandese.

## Arbitri di rilievo

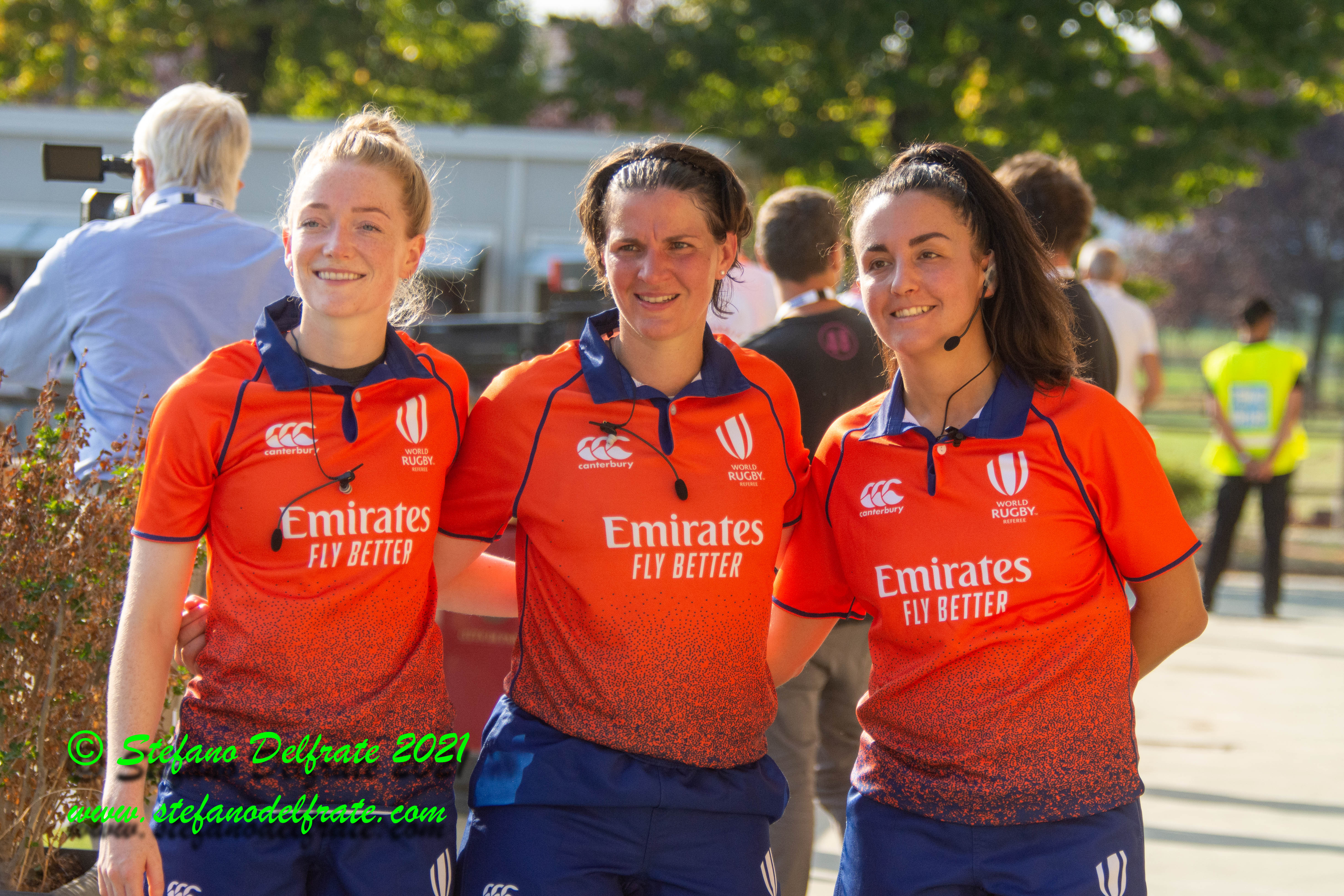
Terna arbitrale al torneo di qualificazione europea per la : la scozzese Hollie Davidson, la francese Aurélie Groizeleau e l'italiana Clara Munarini

Tra gli arbitri internazionali più rilevanti figurano il sudafricano Jonathan Kaplan (1966), considerato in attività nell'ambiente rugbistico il più esperto direttore di gara e ritiratosi nel 2013 con il record di test match diretti (70); il gallese Nigel Owens (1971), che diresse la finale della Coppa del Mondo di rugby 2015 e al Sei Nazioni 2016 vantava anch'egli 70 test match; l'irlandese Alain Rolland (1966), arbitro della finale della Coppa del Mondo di rugby 2007 tra Sudafrica e Inghilterra, e il sudafricano Craig Joubert (1977), che ha invece diretto quella del 2011 tra Nuova Zelanda e Francia.
Ancora, si segnalano gli inglesi Tony Spreadbury (1962), ex arbitro internazionale e attualmente designatore arbitrale, e il giovane (1979) Wayne Barnes, che fu assistente di gara nella finale della Coppa del Mondo di rugby 2007, il francese Joël Jutge (1966), anch'egli ex arbitro facente parte dei quadri federali e, tra gli italiani, Carlo Damasco, internazionale dal 2002 e primo direttore di gara professionista italiano; altri internazionali italiani sono Alan Falzone e Giulio De Santis, quest'ultimo designato come giudice televisivo della finale della Coppa del Mondo di rugby 2011 e alla sua ultima partita; tra i più giovani il trevigiano d'origine rumena Marius Mitrea, primo arbitro designato a dirigere, nel 2016, un test match tra due Nazionali di prima fascia, Inghilterra-Galles a Twickenham.